# TPC Louisiana
De TPC Louisiana is een golfclub in de Verenigde Staten, die deel uitmaakt van de Tournament Players Club. De club werd opgericht in 2004. De club bevindt zich in New Orleans, Louisiana en heeft een 18-holes golfbaan met een par van 72. De baan werd ontworpen door de golfbaanarchitect Pete Dye.
Sinds 2005 wordt het New Orleans Open op deze baan gehouden.

## Golftoernooien
De lengte van de baan voor de heren is 6713 meter met een par van 72. De course rating is 76,6 en de slope rating is 138.
- Zurich Classic of New Orleans: 2005, 2007-heden[2]

## Trivia
- In 2005 werd de stad New Orleans getroffen door de orkaan Katrina en het New Orleans Open in 2006 ging niet door bij deze club, omdat de golfbaan beschadigd was. Dat jaar werd het toernooi gehouden bij de English Turn Golf & Country Club.
- In 2014 zette golfer Ben Martin in de eerste ronde van de Zurich Classic of New Orleans met 62 slagen een baanrecord neer.[3]